# På dessa skuldror
På dessa skuldror är en svensk film från 1948, regisserad av Gösta Folke efter Sven Edvin Saljes roman med samma namn.

## Innehåll
Bondsonen Kjell Loväng är på väg hem efter att ha bott några år i Stockholm. För sitt inre ser han motsägelsfulla bilder: modern som vädjar att han skall komma hem igen och fadern som uppmanar honom att resa, att byn är för trång som han säger. På väg hem från stationen möter han några tattare som berättar för honom hur det numera är ställt på Lovängsgården, samt att fadern  skaffat ett s.k. oäkta barn med den ogifta Elin Tarp. Kjell känner igen deras häst. Det är en som fadern sålt till dem och som nu är i dåligt skick. Kjell börjar rusta upp gården som befinner sig i svårt förfall. Det sägs om fadern att han egentligen aldrig velat bli bonde, att han inte "trivs med jorden" som någon säger. Fadern är inte särskilt tacksam för Kjells arbete med att få gården på fötter igen. Sedan sönerna Aron och Börje flyttat hemifrån har han bara haft hjälp av den hemmavarande sonen Simon som är hjärtsjuk. Kjell engagerar sig också för byn i allmänhet. En dag blir han tvungen att vara med när en av byns gamlingar, Elis, måste tvångsförflyttas till ålderdomshemmet från den stuga där han bott. Händelsen gör Kjell djupt upprörd.
Storbondedottern Sonja hyser varma känslor för Kjell som inte besvaras. Istället riktas hans intresse mot distriktssköterskan Birgit. Simon dör av sin sjukdom och efterlämnar den gravida fästmön Edla som är piga på gården. När Kjell kommer tillbaka efter en tid som inkallad omkommer fadern i en körolycka med en häst han köpt av tattarna. När boet skall skiftas visar det sig att Börje och Aron hittat en köpare, en doktor Osbor,  som är beredd att betala ett högre pris för gården än det som Kjell varit beredd att betala för att lösa ut sina bröder. Osbor hade tidigare varit på besök på Lovängsgården och blivit förtjust i miljön. Kjell menar att gården inte kan bära ett högre pris än det han är villig att betala. Kjell, modern och Edla tvingas flytta från gården. Kjell är inställd att överge byn igen men Birgit låter honom träffa en av sina patienter, den gamle Botvid som bor ensam på en gård och som saknar arvingar. De kommer överens om att Kjell skall överta gården när Botvid gått bort.

## Om filmen
Sven Edvin Saljes roman "På dessa skuldror", utgiven 1942, hade vunnit första pris i en tävling utlyst av Lantbruksförbundets Tidskrifts AB:s förlag (LT) 1941. Något som också inledde förlagets utgivning av skönlitteratur sedan man tidigare bara inriktat sig på facklitteratur. Det fanns intresse att filmatisera romanen redan då men det var först efter det att producenten  Svenska AB Nordisk Tonefilm kontaktat LT och erbjudit förlaget att gå in i produktionen som samarbetspartner i form av ett garantiåtagande som filmen blev av. Filmbolaget framhöll att man inte kunde garantera någon vinst men framhöll de propagandamässiga fördelarna. Förlagets garantiåtagande kom så småningom att övergå i delägarskap i filmbolaget när det visade sig att både denna film och uppföljaren Människors rike blev oväntade publikframgångar och den innestående vinsten omsattes i aktier i filmbolaget.
Filmens exteriörer är inspelad i Saljes hemtrakter i västra Blekinge. Gården Gillesnäs norr om Olofström föreställer Lovängsgården. Filmens urpremiär i den bygd den är inspelad blev stora evenemang. Filmen kom också att användas i studiearbetet. För detta ändamål framställde författaren Harry Ekenstad ett studiehäfte. I samband med detta utlyste Jordbrukarnas Föreningsblad i samarbete med Året Runt en pristävlan där läsekretsen inbjöds komma med uppsatser kring skilda aspekter av filmen.

## Rollista
- Ulf Palme - Kjell Loväng
- Anita Björk - Birgit Larsson, distriktssköterska
- Holger Löwenadler- Arvid Loväng, Kjells far
- Märta Arbin - Inga Loväng, Kjells mor
- Agneta Prytz - Edla
- Keve Hjelm- Simon, Kjells bror
- Ingrid Borthen - Elin Tarp
- Carl Ström - Elis
- Ragnvi Lindbladh - Sonja på Längtevik
- Oscar Ljung - Andreasson
- Carl Deurell - Botvid
- Erik Hell - Aron, Kjells bror
- Börje Mellvig - Börje, Kjells bor
- John Norrman - Tarp, Elins far
- Artur Cederborgh - Måns Erik, Sonjas far
- Ivar Kåge - doktor Osbor
- Olav Riégo - advokat Magnusson
- Georg Skarstedt - Blind-Ove
- Magnus Kesster - en äldre tattare
- Lars Kåge - Gösta Osbor
- Sif Ruud - fru Andreaason

### Ej krediterade
- Hanny Schedin - Måns-Eriks hustru, Sonjas mor
- Marit Bergson - Lilly, Börjes fästmö
- Astrid Bodin - Gunda Fredriksson
- Tom Walter - en yngre tattare
- Chris Wahlström - tattarkvinna
- Börje Nyberg - chaufför
- Knut Frankman -
- Anders Andelius - man på festen
- Hans Wallin

## Musik i filmen
- Gånglåt från Delsbo
- Om dagen vid mitt arbete, arrangör Gustaf Hägg, instrumental.
- Vals (von Koch),  kompositör Erland von Koch, instrumental.
- Mr. Gallup,  kompositör Hans Wallin, instrumental, framförs på dragspel av Hans Wallin
- Blekingevår,  kompositör Hans Wallin, instrumental, framförs på dragspel av Hans Wallin
- Garvis polka,  kompositör Hans Wallin, instrumental, framförs på dragspel av Hans Wallin
- Stille Nacht, heilige Nacht! (Stilla natt, heliga natt!),  kompositör Franz Gruber, text Joseph Mohr svensk text Oscar Mannström
- När juldagsmorgon glimmar, tysk text Abel Burckhardt